# Весељко и Точкаоливићи
Весељко и Точкаоливићи је анимирана дечја телевизијска серија која је трајала од септембра 1976. до јуна 1979. на британском телевизијском каналу ITV. Пратио је авантуре Весељка, измишљеног змаја среће, у Точковграду.
Весељко и Точкаловићи креирали су Cosgrove Hall Films за телевизију Thames и емитовали на ITV мрежи, па кансније у Србији на Каналу Д.

## Радња
Серија се одвија у "Точковграду", који је углавном насељен "колицима", расом антропоморфних бића која локомотирају помоћу точкова. Имају по три точка: два велика на предњем делу (налик на стопала) и један мањи на задњем делу (сличан репу). Точкови су заменљиви, а одговарајући точкови расту на вегетацији која се налази у Точковграду.
Друштво точко је у конфликту са Фенелом Чаробњак, која говори веома јаким велшким нагласком и живи у Точковграду, али одвојено од кола, у Чајној хали, превелики чајник. Фенела мрзи срећу и користи своје моћи првенствено да би кола била несрећна. Она има магичне способности, укључујући и облик телепортације која је њен главни начин превоза, и зачаране асистенте укључујући чаробну књигу и О'Реили телескоп, који је саветују о магичним чаролијама. Слуге су шиљци (злокобни предмети као што су чахуре са бледим очима, који се свугде котрљају) и краставци (шиљате шишмише са сличним очима, који путују кроз земљу као да су вода и који говоре кинеским нагласком).
Колци су у своје друштво усвојили "змаја среће", Весељко, који се појављује у Точковграду на самом почетку серије, излегавши се из јајета. Весељко је стално добронамеран и бескрајан. На пример, он не види Фенели као негативца и њежно је назива "малом старицом". Ипак, његово присуство негира магију несреће, тако да га кола на точковима третирају као хероја. Упркос томе што је "произведено у Весељко кам Харди" највећи Манчестер) има јак јоркширски акценат, иако је то вероватно због гласа талента Џо Линча више него било које планирање Cosgrove Hall-a.
Парцеле су изузетно једноставне, углавном се окрећу око Фенелиних шема како би кола била несретна и Весељково случајно исправљање свега што крене наопако. Око ових догађаја, приказују се једноставне и претеране личности ликова.
Идеја 'кола' настала је након потешкоћа да се померају различити ликови помоћу анимације стоп-фраме. Ликовима на точковима је било лакше манипулисати него онима са ногама које су се морале фракцијално померати много пута за сваку секунду снимања. Слично томе, избор телепортације као Фенелиног главног начина превоза значи да је обично Весељко једини лик чије ходање треба анимирати.
Емисија је продата бројним земљама широм света (не-Точко). Међутим, Израел је одбио да га купи као графички уметник који је погрешно нацртао Давидову звезду уместо пентаграма на челу магичним књигом са акцентом на Немцима, изазивајући оптужбе за антисемитизам према творцима програма.